# Nassula
Genre
Nassula est un genre de ciliés de la famille des Nassulidae.

## Liste d'espèces
Selon BioLib (12 mars 2020) :
- Nassula dragescoi Foissner & al., 2002
- Nassula etoschensis Foissner & al., 2002
- Nassula flava (Claparède & Lachmann, 1859) Ehrenberg, 1834
- Nassula granata Foissner & al., 2002
- Nassula heterovesiculata Gelei, 1939
- Nassula ornata Ehrenberg
- Nassula ougandae Dragesco, 1972
- Nassula tuberculata Foissner & al., 2002

Selon le Catalogue of Life (12 mars 2020) :
- Nassula ambigua Stein, 1854
- Nassula argentula
- Nassula aureola
- Nassula carpathica Lepsi, 1927
- Nassula caudata Ozaki & Yagiu, 1941
- Nassula citrea Kahl, 1931
- Nassula concinna Perty, 1852
- Nassula conica
- Nassula dentata (Dujardin, 1841) Fromentel, 1876
- Nassula depressa
- Nassula depressus
- Nassula derouxi
- Nassula discoidea Dumas, 1929
- Nassula dragescoi Foissner, Agatha & Berger, 2002
- Nassula elongata Dumas, 1930
- Nassula enormis
- Nassula etoschensis Foissner, Agatha & Berger, 2002
- Nassula euglena
- Nassula exigua Kahl, 1931
- Nassula flava Claparède & Lachmann, 1859
- Nassula gigantea Bullington, 1940
- Nassula gigas
- Nassula granata Foissner, Agatha & Berger, 2002
- Nassula gutturata Gajewskaja, 1927
- Nassula halophila
- Nassula hesperidae Entz, 1884
- Nassula hesperidea Entz
- Nassula lateritia Claparède & Lachmann, 1859
- Nassula leucas
- Nassula longinassa Foissner, 1979
- Nassula longissima Ozaki & Yagiu, 1941
- Nassula magna Smith, 1897
- Nassula microstoma Cohn, 1866
- Nassula microstomata
- Nassula minima Minkiewicz, 1899
- Nassula muscicola Kahl
- Nassula nahchivanica
- Nassula notata Müller, 1786
- Nassula oblonga Maupas, 1883
- Nassula ornata Ehrenberg, 1834
- Nassula parva Kahl, 1928
- Nassula plantiformis
- Nassula pluvialis
- Nassula pseudonassula Penard, 1922
- Nassula pusilla Kahl, 1931
- Nassula renalis Ozaki & Yagiu, 1941
- Nassula rostrata Dumas, 1930
- Nassula rotunda Gelei, 1950
- Nassula rubescens Dumas, 1930
- Nassula terminalis Ozaki & Yagiu, 1941
- Nassula terricola Foissner, 1989
- Nassula transpeisonica Löffler, 1979
- Nassula tuberculata Foissner, Agatha & Berger, 2002
- Nassula tumida Maskell, 1887
- Nassula versicolor André, 1916
- Nassula vesiculosa
- Nassula viridis Dujardin, 1841

Selon l'ITIS (12 mars 2020) :
- Nassula aurea Ehr.
- Nassula gracilis Kahl

Selon le NCBI (12 mars 2020) :
- Nassula labiata Nassula halophila Gurwitsch, 1934
- Nassula variabilis Lynn, Kolisko & Bourland 2018

Selon le World Register of Marine Species (12 mars 2020) :
- Nassula argentula Kahl, 1930
- Nassula aurea Ehrenberg, 1833
- Nassula citrea Kahl, 1930
- Nassula elegans Ehrenberg, 1833
- Nassula gigantea Bullington, 1940
- Nassula labiata Kahl, 1933
- Nassula longissima Ozaki & Yagiu, 1941
- Nassula nigra Vacelet, 1961
- Nassula notata Müller, 1786
- Nassula ornata Ehrenberg, 1833
- Nassula parva Kahl, 1928
- Nassula renalis Ozaki & Yagiu, 1941
- Nassula rubens Perty, 1852
- Nassula terminalis Ozaki & Yagiu, 1941
- Nassula tumida Maskell, 1887